# Per Axel Lundgren
Per Axel Lundgren, auch unter P. A. Lundgren geführt (* 3. Juli 1911 in Västra Harg, Schweden; † 27. September 2002 in Arlöv, ebenda) war ein schwedischer Filmarchitekt.

## Leben und Wirken
Lundgren erhielt seine künstlerische Ausbildung in Stockholm und startete seine berufliche Laufbahn mit Beginn der 1930er Jahre als Theatermaler. 1934 debütierte er beim Film als Kulissenmaler. 1943 stieg er zum Filmarchitekten auf und entwarf in dieser Funktion über drei Jahrzehnte das Gros der zentralen Kinofilme seines Landes. Viele Jahre lang arbeitete er mit den bedeutendsten Regisseuren Schwedens zusammen, darunter Hasse Ekman, Gustaf Molander, Ingmar Bergman, Arne Mattsson, Vilgot Sjöman und Jan Troell. „Von größter Bedeutung sind vor allem seine Entwürfe für Bergmans karg-spröde Film-Introspektionen der 50er und 60er Jahre.“ 1974 erhielt er den Guldbagge-Spezialpreis für seine Ausstattung zu dem im Vorjahr entstandenen Film „Eine Handvoll Liebe“. Mit 70 Jahren zog sich Lundgren ins Privatleben zurück.

## Filmografie
- 1943: En dag skall gry
- 1944: Excellensen
- 1944: Vi behöver varan
- 1944: Die Jungfrau und der Teufel (Flickan och djävulen)
- 1945: Ödemarksprästen
- 1946: Es regnet auf unsere Liebe (Det regnar på var kärlek)
- 1946: När ängarna blommar
- 1947: Musik im Dunkeln (Musik i mörker)
- 1948: Rauschende Wasser (Hammarforsens brus)
- 1948: Gefängnis (Fängelse)
- 1948: Straße der Sünde (Gatan)
- 1949: Sohn des Meeres (Havets son)
- 1949: Pippi Långstrump
- 1950: Hjärter knekt
- 1950: Loffe blir polis
- 1951: Wir sind füreinander bestimmt (Rågens rike)
- 1951: Poker
- 1951: Und die Wälder schwiegen (Starkare än lagen)
- 1952: När syrenerna blomma
- 1952: Die Zeit mit Monika (Sommaren med Monika)
- 1953: Die Liebenden vom Gullbrandstal (Ingen mans kvinna)
- 1953: Lektion in Liebe (En Lektion i kärlek)
- 1954: Verlorene Liebe (Herrn Arnes pengar)
- 1954: Två sköna juveler
- 1955: Enhörningen
- 1955: Das Lächeln einer Sommernacht (Sommarnattens leende)
- 1955: Vildfåglar
- 1955: Stampen
- 1956: Sjunde himlen
- 1956: Heiß war meine Sehnsucht (Sången om den eldröda blomman)
- 1956: Das siebente Siegel (Det sjunde inseglet)
- 1957: Nattens ljus
- 1957: Skorpan
- 1958: Der Supermann der Marine (Flottans överman)
- 1958: Jazzgossen
- 1958: Das Gesicht (Ansiktet)
- 1959: Bara en kypare
- 1959: Brott i paradiset
- 1959: Fröken chic
- 1959: Die Jungfrauenquelle (Jungfrukällan)
- 1960: Das Teufelsauge (Djävulens öga)
- 1960: Kärlekens decimaler
- 1960: Wie in einem Spiegel (Såsom i en spegel)
- 1961: Lustgarten (Lustgården)
- 1961: Die Brigg ‘Drei Lilien’ (Briggen ‘Tre Liljor’)
- 1961: Rififi in Stockholm (Stöten)
- 1961: Licht im Winter (Nattvardsgästerna)
- 1962: Die Nacht der Birgit Malmström (Chans)
- 1962: Schlafwagenabteil (Älskarinnan)
- 1962: Das Schweigen (Tystnaden)
- 1963: Lyckodrömmen
- 1963: Ach, diese Frauen (För att inte tala om alla dessa kvinnor)
- 1964: 491
- 1964: Svenska Bilder
- 1964: Juninatt
- 1965: Nattmara
- 1965: Stimulantia
- 1965: Syskonbädd 1782 – Geschwisterbett (Syskonbädd 1782)
- 1965: Die Schlange (Ormen)
- 1966: Yngsmordet
- 1966: Hagbard und Signe (Den røde kappe)
- 1967: Den onda cirkeln
- 1967: Sie treffen sich, sie lieben sich, und ihr Herz ist voll süßer Musik (Mennesker mødes og sød musik opstar i hjertet)
- 1968: Schande (Skammen)
- 1969: Ich heiße An-Magritt (An-Magritt)
- 1969: Passion (En Passion)
- 1969: Emigranten (Utvandrarna)
- 1970: Das neue Land (Nybyggarna)
- 1970: Berührungen (The Touch / Beröringen)
- 1970: Der unheimliche Besucher (The Night Visitor)
- 1972: Smutsiga fingrar
- 1973: Stenansiktet
- 1973: Eine Handvoll Liebe (En handfull kärlek)
- 1975: Die Garage (Garaget)
- 1976: Die Stadt meiner Träume (Mina drömmars stad)
- 1976: Die Brüder Löwenherz (Bröderna Lejonhjärta)
- 1978: Du är inte klok madicken
- 1979: Den åttonde dagen
- 1980: Barna från blåsjöfjället
- 1980: Madicken på junibacken
- 1981: Hundarnas morgon (Fernsehfilm)